# هنريك برنبورغ
هنريك برنبورغ (بالدنماركية: Henrik Bernburg)‏ هو لاعب كرة قدم دنماركي، ولد في 9 أبريل 1947 في Virum ‏ في الدنمارك.

## وصلات خارجية
- هنريك برنبورغ على موقع قاعدة بيانات كرة القدم.إي يو (الإنجليزية)
- هنريك برنبورغ على موقع ناشيونال فوتبول تيمز (الإنجليزية)
- هنريك برنبورغ على موقع عالم كرة القدم.نت (الإنجليزية)